# Berserker (album av Beast In Black)
Berserker är namnet på finländska hårdrocksbandet Beast In Blacks debutalbum som gavs ut den tredje november 2017 via Nuclear Blast. 

## Låtlista
1. Beast in Black - 4.29
2. Blind and Frozen - 5.04
3. Blood of a Lion - 5.03
4. Born Again - 3.51
5. Zodd the Immortal - 3.34
6. The Fifth Angel - 3.30
7. Crazy, Mad, Insane - 3.30
8. Hell for All Eternity - 4.48
9. Eternal Fire - 3.34
10. Go to Hell - 3.01
11. End of the World - 5.10
12. Ghost in the Rain - 5.35

## Medverkande

### Musiker
- Yannis Papadopoulos - sång (2015-)
- Anton Kabanen - gitarr, bakgrundssång (2015-)
- Kasperi Heikkinen - gitarr (2015-)
- Máté Molnár - bas (2015-)
- Sami Hänninen - trummor (2015-)

### Övrigt
- Roman Ismailov - skivomslag